# Портленд (Виктория)
Портленд (англ. Portland) — город в штате Виктория, Австралия, старейшее европейское поселение в штате. Является главным городским центром в графстве Гленелг, расположен на берегу Портлендской бухты. В июне 2018 года численность населения оценивалась в 10 900 человек, медленно сокращаясь за предыдущие пять лет со среднегодовыми темпами −0,03 %.

## История
Портленд получил своё название в 1800 году от британского мореплавателя Джеймса Гранта, который управлял Леди Нельсон, шедшей вдоль побережья Виктории. «Я также назвал бухту в честь Его Светлости герцога Портлендского», — писал Грант. Эта бухта, единственное глубоководное место между Аделаидой и Мельбурном, которое было пригодно для тихой и защищённой якорной стоянки среди бушующего в непогоду Бассова пролива.
К началу XIX века китобои и охотники на тюленей работали в коварных водах Бассова пролива, а Портлендская бухта обеспечивала им хорошее укрытие и пресную воду, что и послужило причиной основания первого белого поселения в этом районе. Известно, что капитан китобойного флота Уильям Даттон жил в районе Портлендской бухты, когда туда прибыло семейство Хенти, и, по легенде, поставлял семенной картофель для их огорода.
В 1834 году Эдвард Хенти и его семья, мигрировавшие из Англии в Западную Австралию в 1829 году, а затем перебравшиеся на Землю Ван-Димена, переправили часть своего скота через пролив в поисках пригодных пастбищ в Западной части континента.
После 34-дневного плавания Чертополох прибыл в Портлендскую бухту 19 ноября 1834 года. Эдварду Хенти на тот момент было всего 24 года. В начале декабря он уже обрабатывал землю с помощью плуга, который сделал сам. Он был первым белым человеком, который стал обрабатывать землю в Виктории. Следующим рейсом Чертополох доставил его брату Франциску дополнительные запасы и припасы, и вскоре были построены первые дома и поставлены заборы.

В своём дневнике за 3 декабря 1834 года Хенти записал: 
Они прибыли в 6 часов утра, быстро закрепили лодку и отправились в трёхдневную прогулку по зарослям в сопровождении Х. Кэмфилда, У. М. Даттона, пяти мужчин, одной негритянки и 14 собак, у каждого из них было ружьё и достаточное количество патронов, чтобы хватило на всё путешествие.

Следующая запись Хенти от 5 декабря: 
Спускаясь с холма, мы заметили туземца. Увидев нас, он сразу же побежал. Он был занят тем, что деловито вытаскивал смолу из плетистых деревьев.
В следующем году Джоном Бэтманом был основан Мельбурн — будущая столица штата Виктория.
В 1836 году исследователь Томас Митчелл обнаружил семью Хенти в Портленде. В то время политика британского колониального ведомства настаивала на том, чтобы сдерживать колониальные поселения в Австралии в географических пределах, поскольку ещё не был детально проработан вопрос о правах на землю аборигенов Виктории. Поэтому и поселение семьи Хенти, и их хозяйственная деятельность в районе, известном как «Австралия Феликс» около Кастертона, считались незаконными.

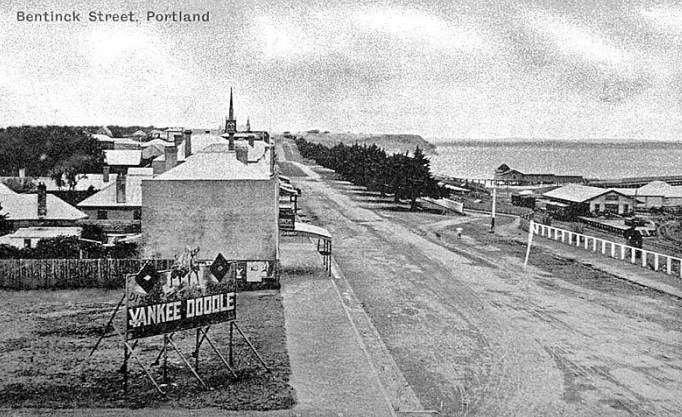
Бентинк-стрит, вид на север от Гоулер-стрит

К 1838 году в Сиднее были разрешены земельные аукционы, и Чарльз Тайерс обследовал Портлендский городок в 1839 году. «Это была государственная политика, поощряющая поселенцев вступать в законное владение любой землёй, которую они выберут». 4 декабря 1841 года было открыто почтовое отделение, третье по счёту после Мельбурна и Джелонга, открывшееся в районе Порт-Филлип.
Около 1842 года преподобный Александр Лори (около 1817—1854) основал пресвитерианскую церковь и школу, позже он управлял Портлендским вестником. Его вдова Джанет Лори (темнокожая) и двое сыновей основали газету The Border Watch в соседнем Маунт-Гамбиере.
Поселения вокруг Мельбурна, были известны под общим названием район Порт-Филлип, но Портленд получил отдельный административный статус, причём ещё до того, как Виктория была провозглашена колонией и отделена от Нового Южного Уэльса в 1851 году.

### Коренное население Gunditjmara
Gunditjmara традиционно проживали на юго-западе материка, включая район нынешнего Портленда. Они наблюдали за появлением первых охотников на тюленей, таких как Уильям Даттон, и первыми поселенцами — семьёй Хенти, основавшей первое постоянное европейское поселение Виктории. До сих пор не утихают споры о том, был ли Даттон первым жителем, но принято считать, что он всё-таки был странствующим бизнесменом той эпохи, а не первооткрывателем этой глубоководной бухты и плодородной глубинки. Хенти посеял и собрал первый урожай пшеницы на вершине утёса, известной сегодня как «Вспаханное поле».
Один весьма примечательный инцидент, названный Убийством по убеждению, произошёл в Портлендской бухте в 1833 или 1834 году в результате спора о выброшенном на берег ките между китобоями и кланом Kilcarer gundidj народа Gunditjmara.
Gunditjmara всё ещё живут в этом районе и вокруг него; как и их предки, известные ранним развитием аквакультуры на близлежащем озере Кондах, они продолжают мастерить плотины и ловушки для рыбы. Остатки физического пребывания до сих пор можно найти в озере Кондах, которое находится к югу от Гамильтона.
Gunditjmara были оседлой группой, жившей в маленьких шарообразных каменных хижинах. Они образовывали целые деревни возле источников пресной воды, где сооружали пруды для аквакультуры и ставили ловушки для угрей. На озере Кондах всего на одном гектаре фермы Алламби археологи обнаружили остатки 160 домовых участков.
30 марта 2007 года Федеральный суд признал народ Gunditjmara коренным владельцем почти 140 000 гектаров земель и водных ресурсов королевства в районе Портленда. 27 июля 2011 года вместе с восточным народом Maar, Gunditjmara были признаны носителями титула коренных жителей почти 4000 гектаров земель королевства в районе Ямбека, включая остров леди Джулии Перси, известный им как Deen Maar.

### Получение статуса города
Портленд был провозглашён городом в понедельник, 28 октября 1985 года, в присутствии принца и принцессы Уэльских. По данным переписи населения 2016 года, в Портленде проживало 10 800 человек.
Портленд находится в избирательном округе Юго-Западного побережья Законодательного собрания штата Виктория, в регионе Западная Виктория Законодательного совета Виктории и в федеральном округе Ваннон. Его почтовый индекс — 3305.

## Экономика

### Порт

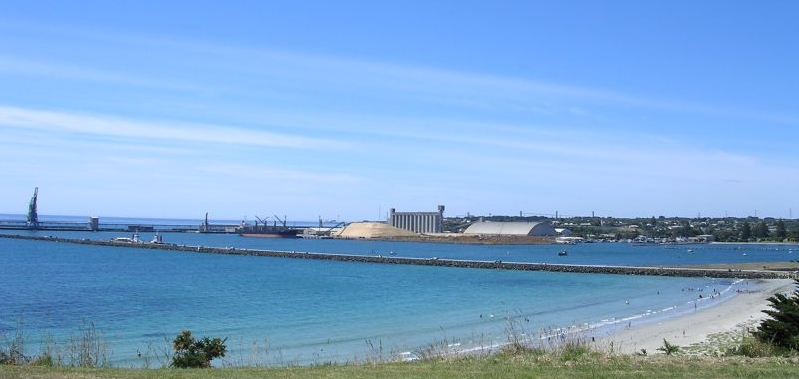
Нанс Бич, волнорез и гавань

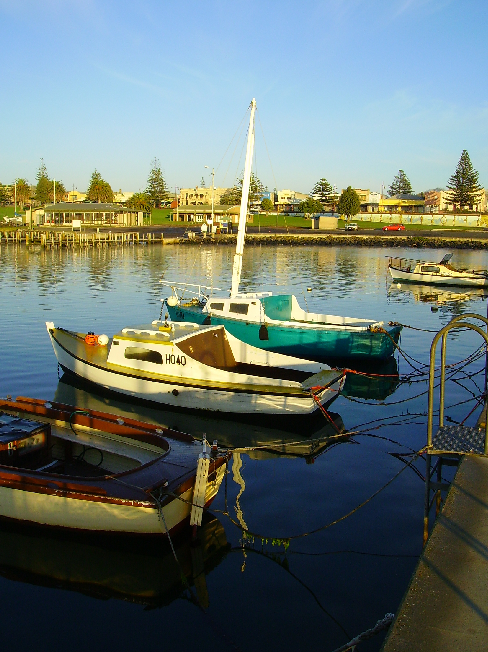
Пристань для яхт в Портленде, выходящая на Запад

В течение XIX века Портленд превратился в важный рыбацкий порт, обеспечивающий город, а затем, со вводом в эксплуатацию железной дороги, и регион вплоть до Балларата и Мельбурна. Барракута, австралийский лосось и раки (ныне Южный скальный омар) были основными видами улова, многие рыбаки работали в бухте, вокруг скал Лоуренса и в сезон в заливе Бриджуотер.
Портлендская гавань способствовала развитию шерстяной промышленности Западного округа, но в конечном счёте она утратила первенство по отношению к объектам в Джелонге. Даже в Западной Виктории Портленд уступал Уоррнамбулу как главному центру торговли. В XX-м веке роль Портленда как порта возродилась, а экономика была усилена за счёт индустрии туризма и алюминиевой промышленности.
Порт Портленда был продан в 1996 году правительством штата группе, включающей зарегистрированную в Новой Зеландии компанию Infratil & The Scott Corporation (принадлежащую Аллану Скотту), которая стала первой компанией в программе приватизации портовых сооружений в Австралии. С тех пор он перепродавался несколько раз и теперь принадлежит двум инвесторам — публичной компании Australian Infrastructure Fund и частному инфраструктурному фонду Utilities Trust of Australia — оба управляются Hastings Funds Management.
По мере появления новых супертанкеров Портленд вместе с Хэйстингсом в заливе Уэстерн-Порт, был предложен в качестве альтернативы планам углубления мелководья Мельбурнского Порт-Филлипа. Поскольку Мельбурн стал самым оживлённым портом Австралии, экономика Виктории в значительной степени зависит от импорта и экспорта товаров, и сохранение высокого судоходного статуса штата требовали решительных мер. В итоге план углубления Порт-Филлипа подвергся резкой критике из-за прогнозируемых экологических проблем, в то время как Портленд обладал необходимой инфраструктурой с минимальным воздействием на окружающую среду.
Порт Портленда получил большую часть средств за счёт государственного финансирования для строительства эстакады стоимостью 18 миллионов австралийских долларов, которая обеспечит улучшение доступа к порту для транспорта. Совет графства Гленелг недавно принял план реконструкции и развития прибрежного участка, включающий создание многоцелевой пристани для яхт у северо-западного угла гавани.

### Портлендский алюминий
Alcoa является крупнейшим экспортёром Виктории. Портлендский алюминиевый завод расположен в Портленде на юго-западе штата Виктория. Завод был введён в эксплуатацию в 1987 году и управляется компанией Alcoa World Alumina and Chemicals (Alcoa принадлежит 55 %, CITIC — 22,5 % и Marubeni — 22,5 %).
Портленд — третий по величине алюминиевый завод Австралии, производящий около 352 000 тонн алюминия в год. Большая часть продукции Портленда поставляется на экспортный рынок.
Портлендский алюминиевый завод совместно с закрытым в 2014 году заводом Alcoa Point Henry произвёл около 30 % всего объёма производства алюминия в Австралии.

### Рыбная промышленность
Портленд может похвастаться развитым профессиональным рыболовным флотом, состоящим примерно из 60 судов. Они осуществляют вылов широкого спектра водных ресурсов, пользующихся коммерческим спросом. Во время австралийского лета (ноябрь-май) Бонни апвеллинг (часть более крупной прибрежной системы апвеллинга большой Южной Австралии) приносит богатые питательными веществами глубокие океанские воды на поверхность в районе Портленда, поддерживая богатое изобилие морской живности. Траулеры нацелены на вылов глубоководных рыб, таких как чёрный конгрио, новозеландский макруронус, голубоглазую треваллу и некоторых других, в то время как Южный скальный омар, гигантский краб, многие виды моллюсков, кальмары, губановые рыбы также обитают там в значительных количествах. Эта отрасль является одним из крупнейших работодателей и непосредственно генерирует около 30 миллионов долларов США в виде экспортных и внутренних доходов для города с основной потоковой выгодой от местной переработки морепродуктов (как для экспорта, так и внутреннего рынка), транспортных и инженерных услуг, поставок топлива и других вспомогательных отраслей промышленности. На побережье Портлендской бухты созданы искусственные пруды для выращивания морепродуктов. Доступность мест для любительской рыбалки привлекает местных жителей и туристов,  которые наслаждаются уловом короля Джорджа Уайтинга, Снаппера, Кингфиша, плоскоголовых, окунеобразных и в последнее время Южного голубого тунца.

### Vestas Портленд
Первые лопасти на заводе Vestas в Портленде были произведены в июле 2005 года, а завод был официально введён в эксплуатацию в августе 2005 года. Стоимость установки составляет 9 миллионов долларов, а её мощность составляет 225 лопастей (75 комплектов лопастей) в год. Компания Vestas начала производство ветровых турбин в 1979 году. Их основной бизнес включает в себя разработку, производство, продажу, маркетинг и техническое обслуживание ветроэнергетических систем. Завод по производству лопастей в Портленде работал совместно со сборочным заводом в Тасмании, который вскоре был закрыт. В августе 2007 года Vestas объявила, что закроет свой завод по производству лопастей в Нью-Портленде, сократив 130 рабочих мест.

### Проект ветряной энергетики

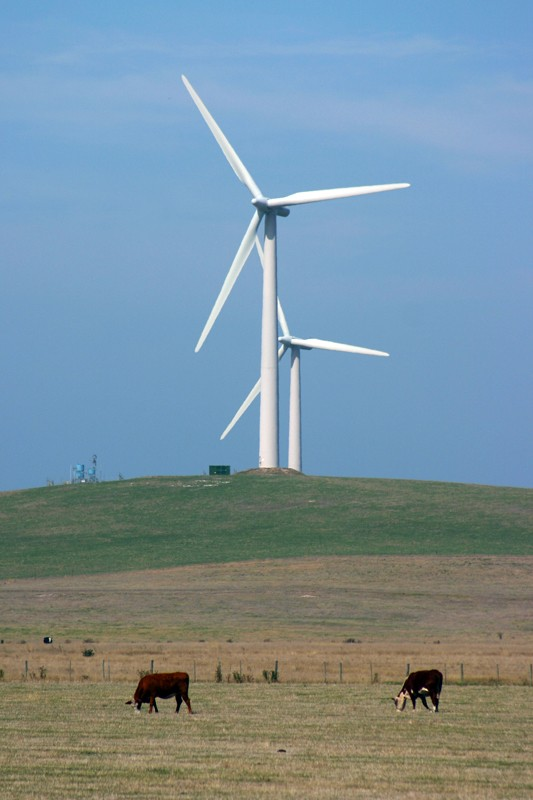
Ветряная станция на участке Порт-Фейри – Портленд-роуд

Проект Portland Wind Energy Project (PWEP) предполагает развитие четырёх ветряных электростанций на мысе Бриджуотер, мысе Нельсон, мысе сэр Уильям Грант и Ямбеке на юго-западе штата Виктория. Это один из крупнейших проектов создания ветряных электростанций в Южном полушарии. Его инициаторы заявили, что он принесёт значительные экологические, экономические и социальные выгоды.
Четыре объекта в Портленде, по мнению сторонников проекта, являются идеальными местами для ветряных электростанций — с постоянно сильными ветрами, доступом для строительной техники и  возможностью подключения к национальной электросети и размещением рядом с сельскохозяйственными предприятиямии, полями и пастбищами, а также большой площадью земли. В итоге к августу 2007 года строительство было открыто, но до сих пор жители настроены оппозиционно к этому проекту, подразумевая не изученное воздействие башен и линий электропередач.
Проект мощностью 195 МВт будет производить достаточно чистой электроэнергии, чтобы обеспечить энергией около 125 000 домов в год, что составляет более 7% от потребности в электроэнергии в жилых районах Виктории, или обеспечить энергией город размером с Джелонг. Проект разрабатывается компанией Pacific Hydro.

### Туризм
Великий юго-западный путь — это 250-километровая пешеходная дорога, которая начинается у Туристического информационного центра Портленда. Спроектированная как длинный пешеходный маршрут, она также идеально подходит для коротких однодневных прогулок. Дорожка проходит через леса, речные ущелья, вершины утёсов и возвышенностями у бухты. Открытая в 1981 году, дорога находится под управлением «The Friends of the Great South West Walk Inc», волонтёрской организацией, в партнёрстве с Парками Виктории.

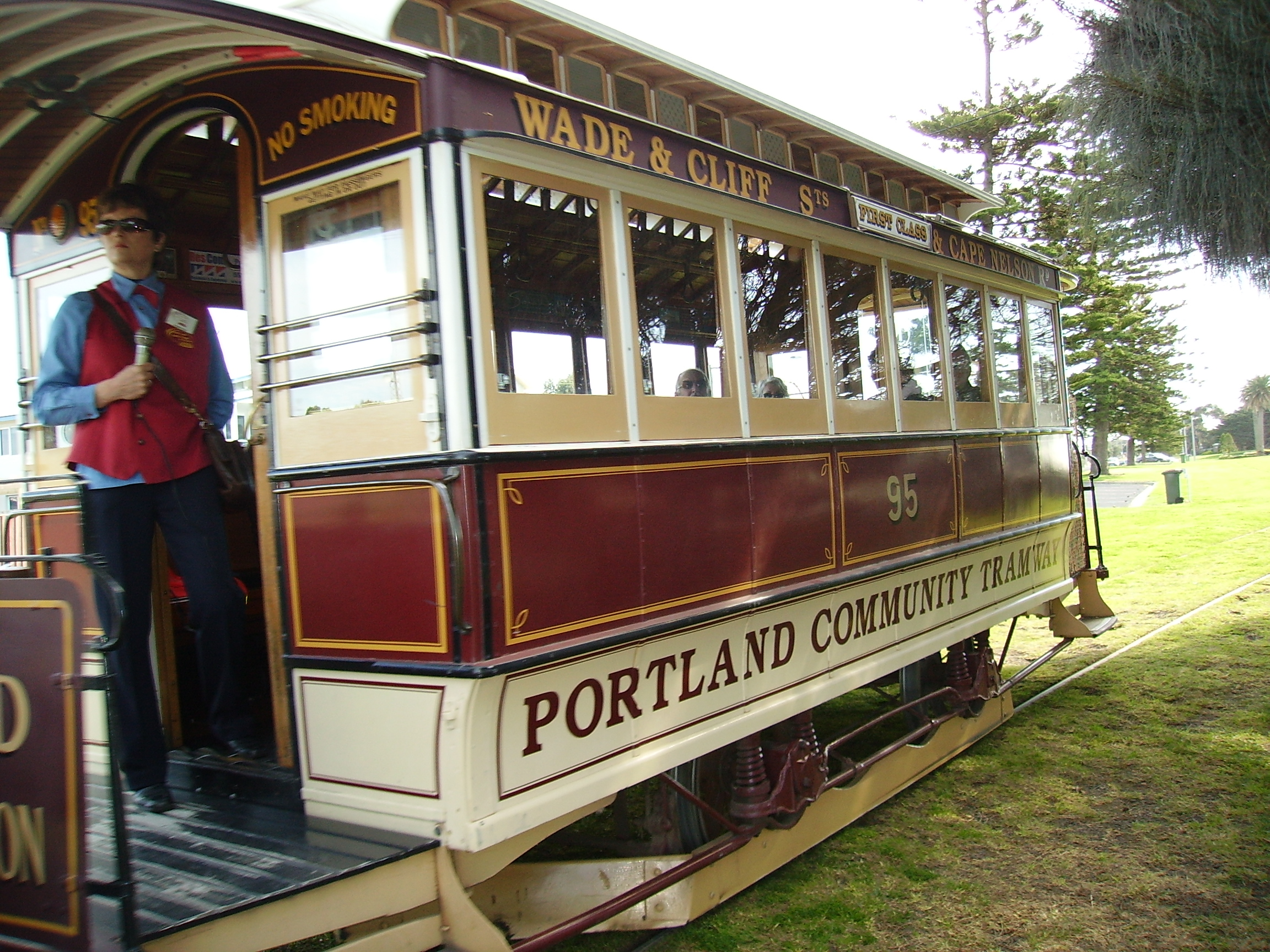
Трамвай, приводимый в движение небольшим двигателем внутреннего сгорания, курсирующий от Уэйд-Стрит до депо Хенти-парк

Портлендский канатный трамвай был создан как общественная организация в июне 1996 года с целью прокладки лёгкого рельсового пути для перевозки отремонтированных дизельных трамваев, которые так хотели сохранить любители железнодорожного транспорта и сторонники сохранения исторического наследия, а также ради туристов. Трамвай везёт пассажиров по живописному маршруту от парка Хенти до смотровой площадки мемориала Второй мировой войны, расположенной у старой водонапорной башни Северного Портленда. Маршрут проходит по природным водно-болотным угодьям (приливным) Лагунного парка Фотроп, береговой линии, вершинам скал и ботаническим садам. Портлендская группа кабельных трамваев планирует дополнительные трамвайные вагоны и локомотивы, чтобы увеличить пропускную способность и обеспечить большую надёжность и возможности технического обслуживания. Водители и кондукторы исполняют роль гидов, рассказывая о значимых местах прошлого и настоящего Портленда, гавани и достопримечательностях. В 2006/07 финансовом году на трамвае было перевезено более 12 000 пассажиров. 

### Морской Музей Портленда

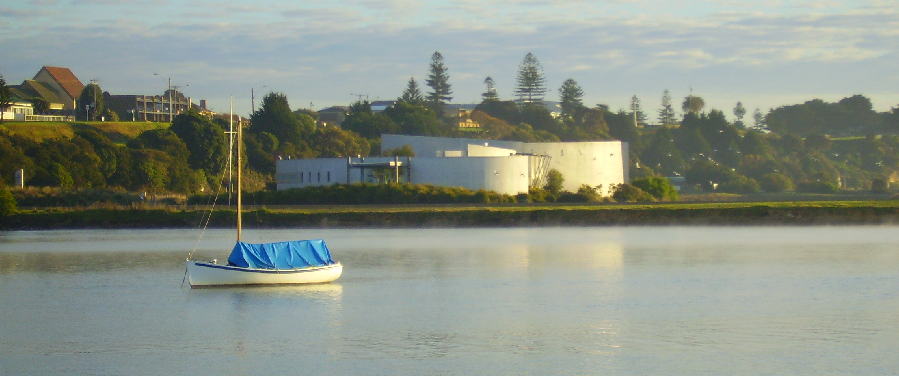
Maritime Discovery Centre, Туристический Информационный Центр

Портлендский Морской музей был создан для размещения спасательной шлюпки Портленда, построенной в 1858 году, являющейся одной из самых старых спасательных шлюпок, оставшихся в мире. Она также известна спасением 19 выживших после кораблекрушения пароход Admella в 1859 году и кораблекрушения судна Julia в 1863 году. Пароход Admella, водоизмещением 392 тонны, направлялся из Аделаиды в Мельбурн, когда его разбило о риф у Карпентер-Рокс в Южной Австралии, в результате чего погибло 89 человек. Портлендская спасательная шлюпка и экипаж были доставлены на место происшествия и сыграли ключевую роль в спасательной операции. 
Также помимо Портлендской спасательной шлюпки, участвовавшей в спасательной операции при крушении Admella, на выставке представлен настоящий скелет кита.

## Транспорт

### Дороги
Портленд находится в 362 километрах (225 миль) к западу от Мельбурна по шоссе Princes. Он соединён с Гамильтоном шоссе Хенти.

### Железная дорога
Портленд обслуживается стандартной колеёй Maroona-Portland line, которая ответвляется от основной Западной стандартной колеи. До 1995 года линия была ширококолейной, которая была открыта 19 декабря 1877 года. Пассажирские перевозки осуществляются на автобусе до Варнамбула, где пассажиры пересаживаются на железную дорогу, последний прямой пассажирский поезд между Араратом и Портлендом был 12 сентября 1981 года управляемый железнодорожным локомотивом DRC railcar. Зерно было самым распространённым товаром доставляемым по железной дороге от Уиммера.
Министр транспорта Питер Батчелор открыл эстакаду стоимостью $ 15 млн на Клифф-стрит, построенную для дорожной корпорации VicRoads в октябре 2006 года. Правительство взяло на себя обязательства по этому проекту в мае 2003 года, и работа началась в 2005 году. Эстакада обеспечивает непрерывный доступ автомобильного транспорта и поездов к порту, перемещая такие товары, как зерно, удобрения, лопасти ветряных электростанций, алюминиевые слитки и древесную щепу. По прогнозам, портовая активность значительно возрастёт, и путепровод, проект которого который обсуждался с 1991 года, наконец-то был закончен. Причём, на три месяца раньше запланированного срока из-за засухи, которая помогла избежать задержек из-за дождя. 
Грузовой оператор Pacific National на неопределённый срок приостановил все железнодорожные перевозки в Портленд в 2004 году, что повлияло на местные компании, включая Алюминиевый завод Портленда, транспортную компанию Kalari и грузового брокера Anchor Logistics. Контейнерные перевозки зерна между Мароной и Портлендом осуществлялись два раза в неделю, но Pacific National заявила, что из-за засухи не хватало поездов, чтобы производить погрузку. На этом маршруте разница в цене между железнодорожным и автомобильным транспортом составляла $12,97 за тонну в пользу железнодорожного транспорта. Pacific National приостановила свои Портлендские рейсы в марте 2008 года, а зерновая компания GrainCorp арендовала у них ограниченное количество локомотивов и подвижного состава, но вместо привычного маршрута предпочла транспортировать зерно в порт Джелонг. 
В сентябре 2008 года было объявлено, что грузовые перевозки возобновятся с использованием линии из Портленда, а оператор El Zorro подписал многомиллионную сделку с горнодобывающей компанией Iluka Resources для контейнерных перевозок минеральных песков в Мельбурн, причем Iluka заявила, что железнодорожный транспорт дешевле автомобильного.

### Авиация
Портленд обслуживается аэропортом Портленда (ИАТА: PTJ, ИКАО: YPOD). Авиакомпания Sharp Airlines осуществляла регулярные рейсы в аэропорты Портленда и Уоррнамбула из аэропорта Эссендон до 30 июня 2019 года. Sharp Airlines начала свою деятельность в Портленде, для отправки персонала алюминиевого завода Портленда в аэропорт Авалон, чтобы они могли оперативно взаимодействовать с заводом Point Henry Smelter близ Джелонга. При значительном спросе и поддержке сообщества были также добавлены не чартерные, а пассажирские рейсы. Компания Sharp создала Центр технического обслуживания в аэропорту Портленда, чтобы обслуживающий персонал мог обслуживать растущую пригородную и туристическую авиакомпанию.

## Общественная жизнь

### Радио
Общественная радиостанция 3RPC-FM 99.3 расположена напротив компании Arts Company, на углу улицы Ричмонд, и вещает на большую часть графства Гленелг. Она также способствует продвижению различных городских спектаклей, выставок и культурных мероприятий. Каждую неделю волонтёры-ведущие пишут и выпускают в эфир многочасовые развлекательные программы, посвящённые искусству, культуре, спорту, общественным новостям и специальным программам.
Портлендская туристическая радиостанция WAVE-FM, транслирует лёгкую музыку, новости и информацию о местных достопримечательностях.

### Искусство и культура

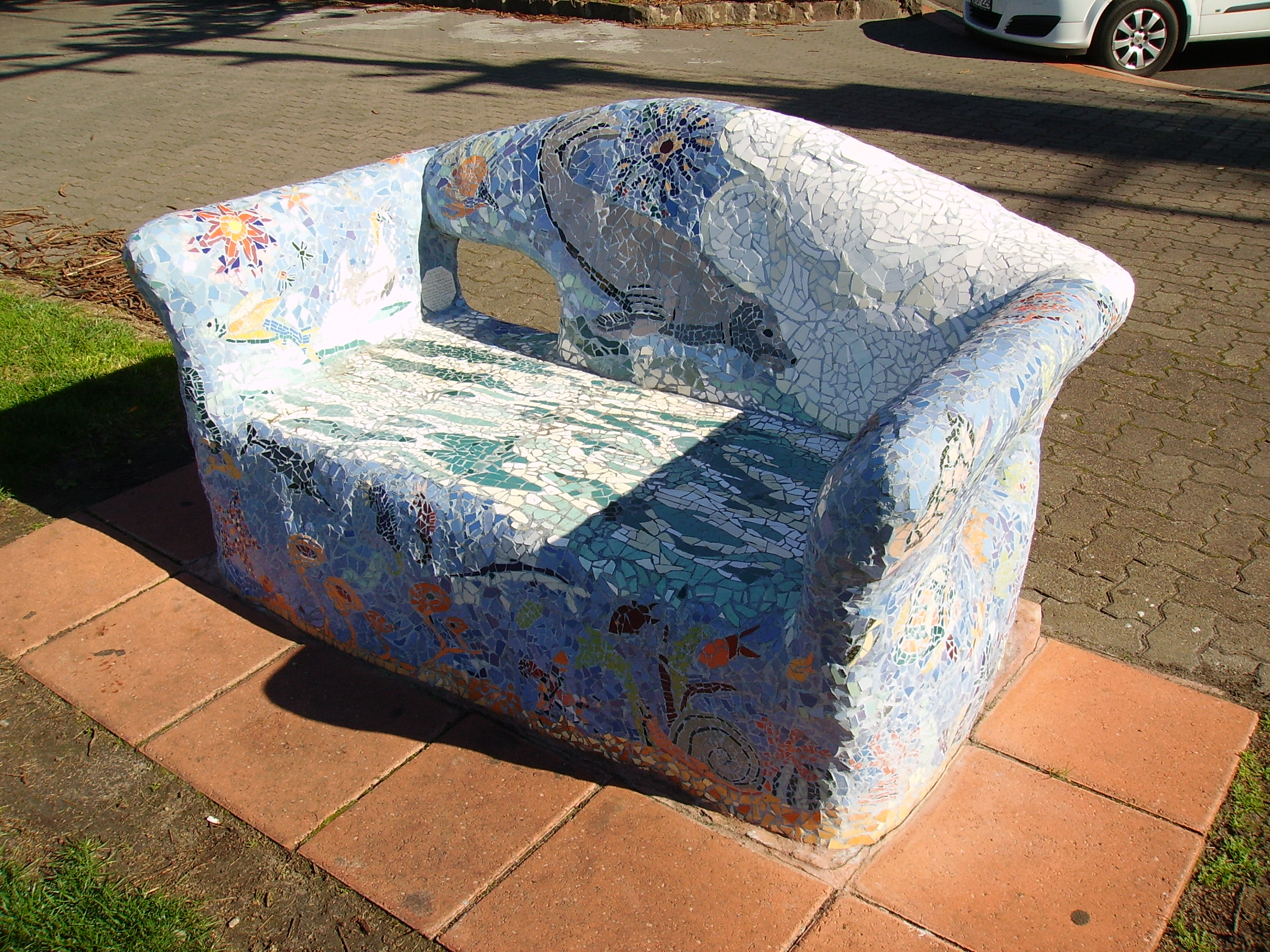
Мозаичные работы поощряются общественными художественными программами. Это место находится на прибрежной улице Бентинк

Портленд имеет яркое культурное разнообразие, в котором представлены работы гончаров, художников, музыкантов, квилтеров, постановщиков световых шоу, столяров, фотографов, кинематографистов, мультимедийных художников, печатников, ювелиров, скульпторов, актёров и писателей. Многие из этих талантов объединяются под знаменами CEMA Inc (Совета по поощрению музыки и искусства) или ассоциированной компании The Arts.
Портлендский художественный центр, расположенный на углу улиц Гленелг и Бентинк, включает в себя галерею и театр, где регулярно проводятся местные и выездные спектакли.
Компания Arts расположена в историческом районе Портленда в отреставрированных старых зданиях на улице Джулия. Наряду с мастерскими и студиями здесь также продаются работы местных художников. Арт-компания также предоставляет жильё и студии для художников по льготным программам.

### Спорт
В городе есть австралийская футбольная команда, выступающая в Австралийской Футбольной Лиге Hampden Football Netball League. Клуб называется Portland Football Netball Cricket Club.
Игроки в гольф играют на поле гольф-клуба Портленда на Мадейра-пакет-Роуд. В Портленде также есть футбольная команда Portland Panthers, и большинство игр они проводят с Mount Gambier Sides.

### Школы

#### Высшие учебные заведения
- Архивная копия от 27 февраля 2020 на Wayback Machine Portland Secondary College
- PSC Re-engagement Program
- Архивная копия от 31 января 2010 на Wayback Machine Bayview College

#### Начальные школы
- Bundarra Primary School
- Portland Primary School
- North Portland Primary School
- Архивная копия от 13 августа 2020 на Wayback Machine Portland South Primary School
- Bolwarra Primary School
- All Saints Parish Primary School
- St Johns Lutheran Primary School
- Portland Bay School

## Климат
В Портленде преобладает тёплый летний средиземноморский климат, который сменяется морским климатом (Классификация климатов Кёппена csb / cfb). Лето смягчается положением береговой линии, в то время как зима зачастую дождливая с небольшими минусовыми температурными миниммами, которые поддерживаются чрезвычайно холодным бризом.
| Показатель                    | Янв. | Фев. | Март | Апр. | Май  | Июнь | Июль  | Авг.  | Сен. | Окт. | Нояб. | Дек. | Год   |
| ----------------------------- | ---- | ---- | ---- | ---- | ---- | ---- | ----- | ----- | ---- | ---- | ----- | ---- | ----- |
| Абсолютный максимум, °C       | 42,3 | 40,6 | 40,9 | 33,9 | 27,8 | 20,8 | 21,1  | 24,4  | 28,3 | 36,0 | 38,9  | 41,7 | 42,3  |
| Средний суточный максимум, °C | 21,8 | 21,9 | 20,7 | 18,4 | 16,1 | 14,1 | 13,6  | 14,4  | 15,8 | 17,3 | 18,8  | 20,5 | 17,8  |
| Средний суточный минимум, °C  | 12,7 | 13,1 | 12,0 | 10,3 | 8,7  | 7,5  | 6,5   | 6,9   | 7,8  | 8,9  | 10,3  | 11,6 | 9,7   |
| Абсолютный минимум, °C        | 4,4  | 3,3  | 2,0  | 1,1  | −0,6 | −2,2 | −2,8  | −1,7  | −0,3 | 0,6  | 2,2   | 3,3  | −2,8  |
| Среднее число дней с осадками | 8,6  | 7,8  | 11,3 | 14,6 | 18,4 | 19,5 | 21,0  | 20,9  | 18,3 | 15,9 | 12,6  | 10,9 | 179,8 |
| Норма осадков, мм             | 35,5 | 32,7 | 42,4 | 64,1 | 88,2 | 99,6 | 108,6 | 107,4 | 85,2 | 68,6 | 52,0  | 45,2 | 827,1 |
| Источник:                     |      |      |      |      |      |      |       |       |      |      |       |      |       |